# Radiodifusión pública

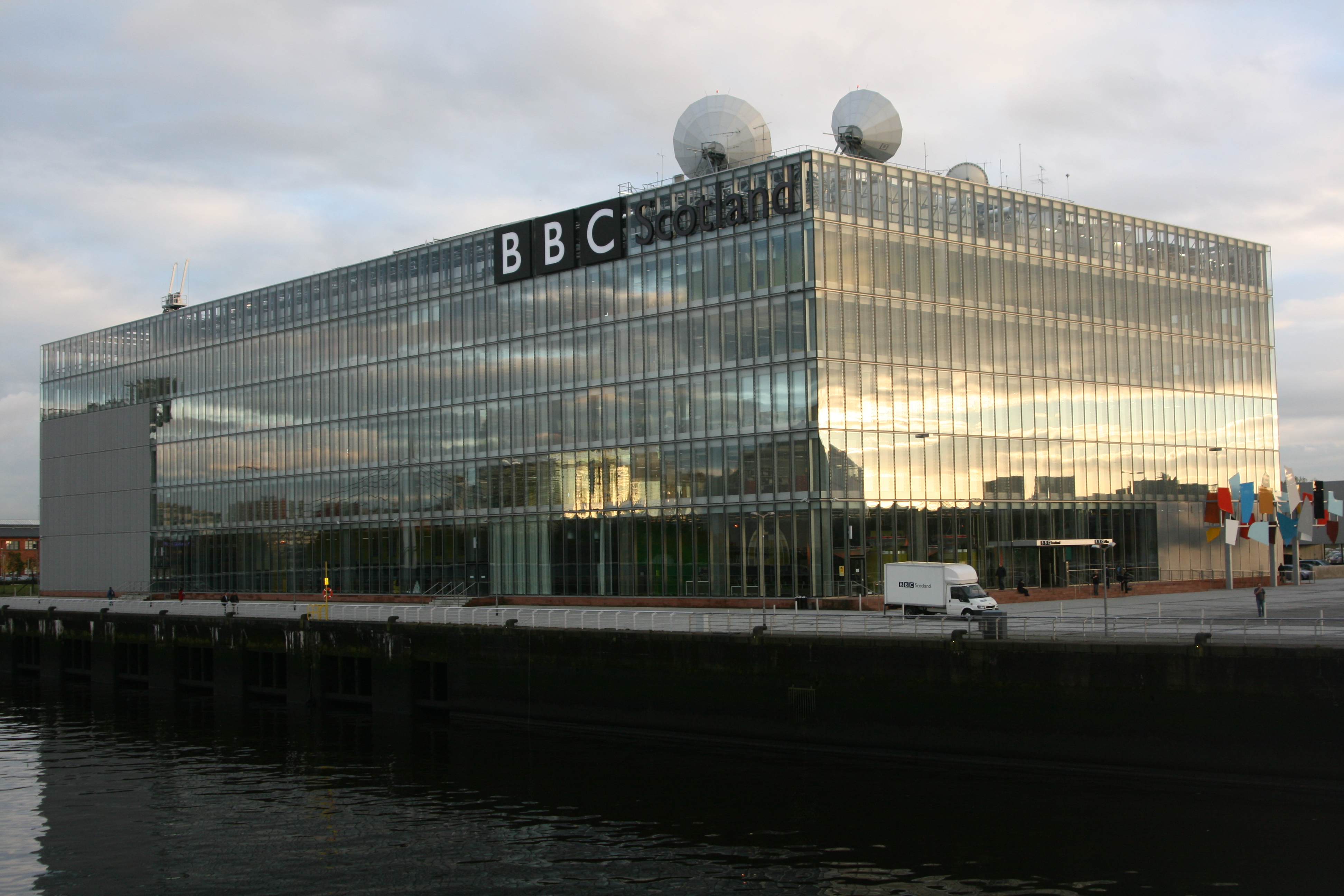
Centro regional en Escocia (Reino Unido) de British Broadcasting Corporation, una de las empresas de radiodifusión pública más importantes.

La radiodifusión pública son los servicios de radio, televisión y otros medios de comunicación electrónicos que reciben financiación de los contribuyentes y tienen vocación de servicio público. Dependiendo de cada país, las empresas pueden financiar su mantenimiento con impuestos generales, una tasa específica o donaciones voluntarias, y en algunos casos también se acepta la emisión de publicidad. La primera compañía pública de radiodifusión creada fue la British Broadcasting Corporation (BBC) de Reino Unido, que a su vez es la organización de este tipo más grande del mundo.
Las compañías de radiodifusión pública pueden ser nacionales o locales, dependiendo del país y su modelo de televisión. En algunos países corre a cargo de una única organización nacional, como la BBC, pero en otros puede haber múltiples organizaciones regionales agrupadas bajo una corporación nacional, como la ARD. En Estados Unidos las radiodifusoras públicas locales emiten programas de las organizaciones PBS (televisión) y NPR (radio), producidos por las estaciones afiliadas.
Casi todos los países del mundo cuentan con radiodifusoras públicas, aunque su funcionamiento varía notablemente. En Europa, las empresas públicas jugaron un papel importante en el desarrollo de la radio y de la televisión. Por el contrario, en Estados Unidos y otros países de América el inicio de estos medios corrió a cargo de la iniciativa privada, por lo que los grupos públicos tienen menor relevancia.

## Funcionamiento
No existe un modelo estándar de radiodifusión pública, aunque la mayoría de este tipo de empresas tienen unos procedimientos comunes. Los grupos de radio y televisión públicos deben cumplir un servicio público, y entre sus programas debe haber espacios informativos, culturales y educativos. Con la competencia de medios de comunicación privados en aquellos países donde estén permitidos, los canales públicos deberán cubrir las necesidades de la población que no quede cubierta con la oferta comercial. Esto no queda restringido a la oferta pública, ya que en muchos países —especialmente en Europa— los canales privados están obligados a cumplir una serie de requisitos para mantener su licencia en abierto. Por ejemplo, en Reino Unido el canal Channel 4 es de titularidad privada, pero está sujeto a obligaciones de servicio público.
En 1985, la Unidad de Investigación de Radiodifusión del Reino Unido definió las obligaciones de estas empresas en los siguientes términos:
1. Universalidad geográfica. Los canales de radio y televisión deberán tener cobertura nacional y llegar a toda la población, sin excepciones. Generalmente, el criterio de cobertura queda cubierto cuando hay varias estaciones en todo el país que retransmiten la señal de un grupo público —caso de PBS en Estados Unidos— o, como sucede en Europa, hay un ente público de radiodifusión con el suficiente número de repetidores y transmisores propios.
2. Dar servicio a todos los públicos, garantizando la libertad de expresión y respondiendo a todos los intereses.
3. Dar servicio a las minorías del país. El término puede referirse a minorías étnicas, sociales o lingüísticas, y muchas empresas públicas dan servicio a través de franjas horarias en su programación, canales propios e incluso grupos de radiodifusión específicos. Ejemplos de ello son SRG SSR en Suiza, S4C en Gales o Special Broadcasting Service en Australia.
4. Reflejar la comunidad y su identidad nacional. Este apartado hace énfasis también a la necesidad de apostar por la producción propia.
5. Imparcialidad. El grupo público debe ser independiente del Gobierno, aunque también puede referirse a una independencia de la mayoría social o de los anunciantes. Esta situación no se da en muchos estados, especialmente aquellos con poca tradición democrática.
6. Financiación directa. El ente público deberá financiarse directamente con el dinero del contribuyente. Por ejemplo, mediante donaciones voluntarias (Estados Unidos) o un impuesto específico (Reino Unido). El punto excluiría las aportaciones directas del Estado.
7. Programación de calidad. En principio, la radiodifusión pública competirá en audiencias con los canales privados, y deberá preocuparse por la calidad de sus espacios.
8. Debe dar libertad de creación. Por ejemplo, crear códigos de autorregulación en lugar de censurar la programación.

En ocasiones, es posible que algunas corporaciones públicas no cumplan con estos preceptos. Uno de los más polémicos es la imparcialidad, porque en muchos países la radiodifusión pública está controlada directamente por el Gobierno, que puede utilizarlos como herramienta política, especialmente en aquellos casos en los que se financia mediante impuestos generales. Del mismo modo, se considera que sin medios públicos, las cadenas privadas pueden obviar puntos de vista minoritarios sobre la base de su línea editorial o a los patrocinadores. Para garantizar la imparcialidad, algunos países han regulado por ley el papel de los medios públicos, para remarcar su independencia de poderes políticos (elección del presidente del medio por un consejo independiente) o económicos (supresión de la publicidad comercial).
Además de estos puntos, el Parlamento Europeo ha añadido como recomendación la necesidad de diversificar la oferta, aprovechando tecnologías como internet, para llegar al público joven y mantener el interés por los medios de comunicación públicos.

## Financiación
Uno de los puntos esenciales para considerar a un grupo de radiodifusión como público, es que se financie directamente con el dinero del contribuyente. El método más extendido en Europa es el pago de un impuesto específico, conocido en la mayoría de países como canon televisivo. Se llama así porque, cuando apareció la televisión, los gobiernos de cada país introdujeron una tasa anual especial a las personas que poseyeran un televisor.  Además de los particulares, el medio puede cobrar recargos a otros actores, como las compañías de telecomunicaciones o las emisoras comerciales. El método se utiliza en países como Alemania, Reino Unido, Suecia o Finlandia, y sirve para que la televisión pública pueda competir con los canales privados. Incluso en algunos países, como Noruega e Islandia, la única señal en abierto es la de la televisión pública, mientras que los privados son de pago. El cobro de una tasa se justifica para mantener una independencia económica y política.
Otro método de financiación es la donación voluntaria a los grupos públicos, utilizado en Estados Unidos para Public Broadcasting Service y National Public Radio. Se recauda menos dinero y el grupo público parte en desventaja respecto a la oferta privada, pero a su vez garantiza una programación alternativa y minoritaria, que cubre a públicos sin voz en los medios comerciales. Cualquier persona que lo desee puede aportar dinero al grupo, que además puede organizar telemaratones o vender sus productos para recaudar fondos. Este modelo genera una responsabilidad de los usuarios para con su medio de comunicación.
Sin embargo, existen también otros métodos de financiación. Uno de ellos es la aportación directa del Gobierno al medio, a cargo de los presupuestos generales. El otro método es la publicidad comercial, como anuncios, patrocinios y emplazamiento. En Italia, además de un canon, la RAI puede emitir anuncios, para competir con el principal grupo privado del país, Mediaset, con el que mantiene una situación de duopolio en el mercado televisivo.

## Modelos de televisión pública

### Europa

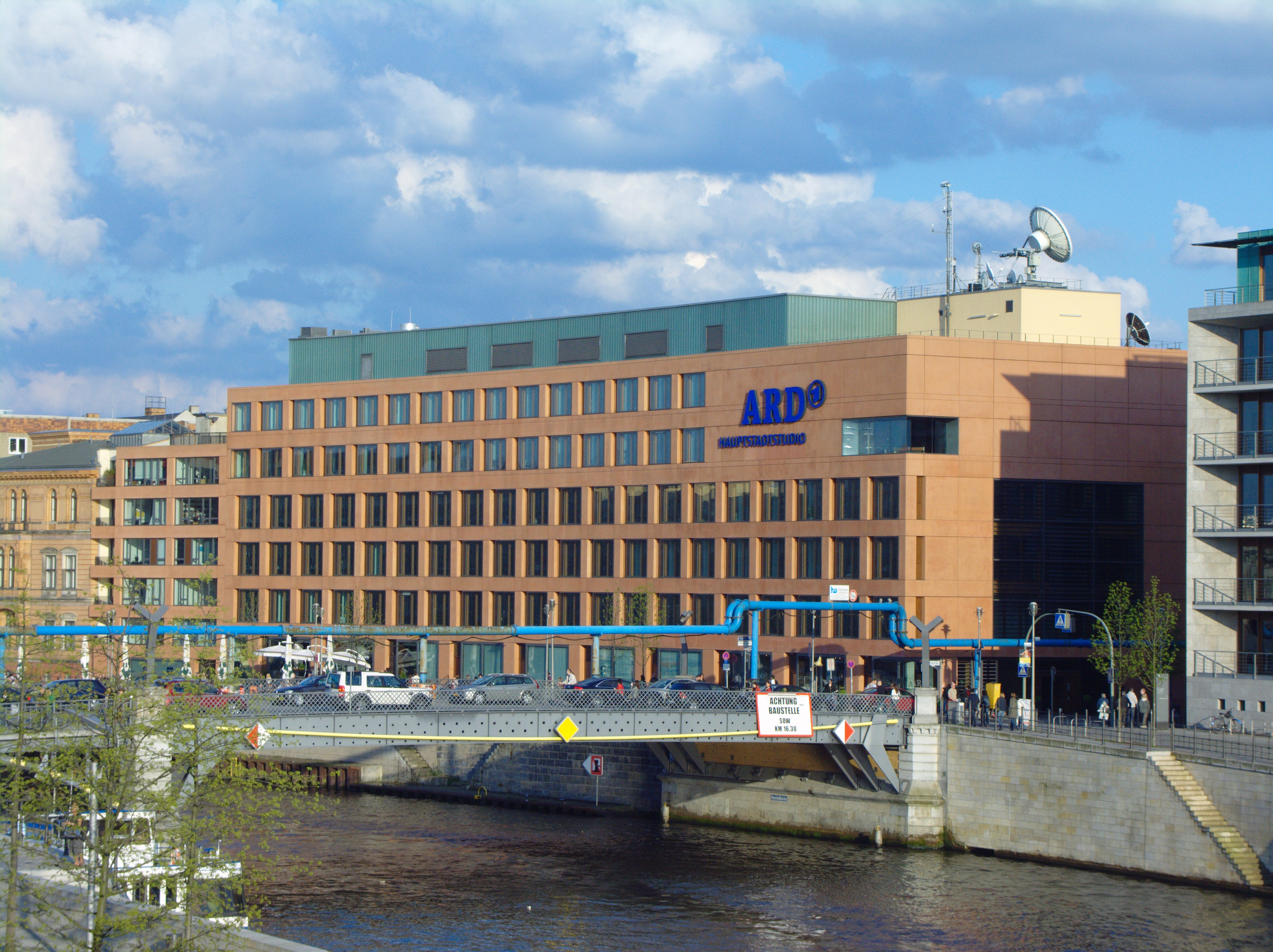
Sede central de ARD, una de las dos empresas públicas de radiodifusión en Alemania.

Europa está considerado como el pionero de la radiodifusión pública, y es el continente donde más asentado está ese modelo. Todos los estados europeos cuentan con al menos un servicio de radio y televisión públicos, con la única excepción del Principado de Mónaco. La mayoría de grupos colaboran entre sí a través de organizaciones como la Unión Europea de Radiodifusión, donde se organizan intercambios de programas y la coordinación de coproducciones, entre otros cometidos.
La primera organización pública fue la British Broadcasting Corporation (BBC) de Reino Unido. Fundada en 1922 como una compañía privada, el Estado se convirtió en su propietario en 1927 para garantizar su servicio a todos los espectadores mediante un modelo de servicio público, financiado solo con el dinero de los contribuyentes a través de un impuesto especial. El modelo británico sirvió de inspiración al resto de países para establecer sus propios grupos de radio y televisión pública, si bien no existe un modelo único. Dependiendo del estado, su grupo se puede financiar por impuestos directos o sobre la base de los presupuestos generales. También existen diferencias en cuanto a la publicidad, que en algunos casos está permitida y en otros se restringe o prohíbe, para no competir con los operadores comerciales.
Antes de la Segunda Guerra Mundial, otros países habían adoptado medios públicos con una fuerte influencia política. Cuando el conflicto terminó, varios estados democráticos adoptaron una serie de normas para garantizar la independencia del Ejecutivo y los poderes económicos, caso de los países escandinavos y Reino Unido. En otros estados, el ente público permanecía bajo control directo del Gobierno.
En la mayoría de países, existió un monopolio de los grupos públicos en el mercado televisivo, que no se rompió hasta finales del siglo XX. El primer país donde se estableció una televisión comercial fue Reino Unido en 1954, pero la mayoría de estados no permitieron este tipo de canales hasta principios de la década de 1980. En la mayoría de los casos, la corporación pública compite directamente con los operadores privados. El último país de la UE en autorizar la televisión privada fue Austria, en 1997.

### América

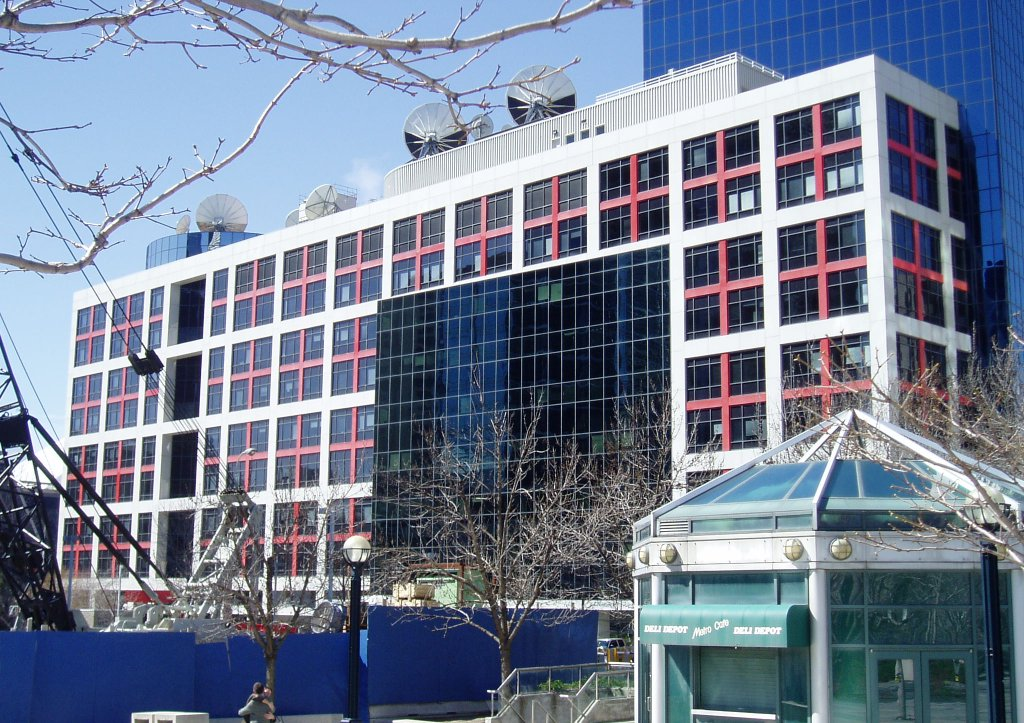
Sede central de CBC/Radio-Canada en Toronto.

A diferencia de Europa, la implantación de los medios de comunicación en América corrió a cargo de la iniciativa privada. El primer país de ese continente con servicio de radio fue Estados Unidos, con la puesta en marcha en los años 1920 de tres emisoras privadas, dos pertenecientes a NBC y una del grupo CBS. Por su parte, la televisión inició su servicio a finales de los años 1930. Sin embargo, el primer grupo público de radiodifusión se fundó en Canadá en 1936, con la puesta en marcha de Canadian Broadcasting Corporation, el ente público con un modelo más parecido al de las organizaciones europeas. En Sudamérica, el desarrollo de la televisión también corrió a cargo de empresas privadas, aunque casi todos los países de la zona cuentan con su propia empresa pública de radiodifusión, la mayoría dependientes del Gobierno nacional.
En Estados Unidos existen dos corporaciones fundadas a finales de los años 1960, National Public Radio (radio) y Public Broadcasting Service (televisión), que funcionan con vocación de servicio público, independencia política y se financian exclusivamente a través de donaciones voluntarias, en lugar de recaudar un impuesto específico. En ambos casos, la publicidad comercial también está restringida. Por su parte, la radiotelevisión canadiense se financia mediante impuestos, y se permite una publicidad limitada en televisión, mientras que en las cadenas de radio se prohíbe.
En el caso de América Latina, no existe un modelo único de servicio público de programación en los canales estatales, y en cada país se ha inspirado en el modelo europeo o estadounidense, con variaciones. En la mayoría de casos, el peso sobre los medios de comunicación corresponde a las empresas privadas, y en países como Brasil, la presencia de los canales públicos es testimonial. En otros casos, son las universidades las que han desarrollado una programación de servicio público a través de sus canales, caso de Canal Once, perteneciente al Instituto Politécnico Nacional. Por ello, muchos radiodifusores latinoamericanos basan su programación en espacios educativos y de servicio público, en lugar de competir con los canales privados. Tampoco existe un modelo fijo de financiación, si bien la mayoría dependen directamente del Gobierno y toman dinero de los presupuestos generales, como Señal Colombia (Colombia) o Venezolana de Televisión (Venezuela). En Argentina las señales de televisión pública abarcan desde la emisora nacional estatal, hasta pequeñas señales locales provinciales, municipales y universitarias; además la Ley de Servicios de Comunicación Audiovisual prevé el espacio de espectro y el fomento de un tercer sector (ni público, ni privado) dedicado a la comunicación audiovisual de las organizaciones sin fines de lucro, cooperativas y cultos. ).  
En Uruguay, la radiodifusión pública surgió por error, cuando a la hora de comprarse una estación telegrafía, se adquiere una telefónica. Es así que surge la idea de contar con una radio oficial, la cual se consolida en 1929 con la creación del Servicio Oficial de Difusión Radioeléctrica, instituto encargado de operar las emisoras oficiales, pero quien también contó con diversos cuerpos estables artísticos, e incluso con la llegada de la televisión, fue el encargado de dirigir la televisión nacional. Dicho instituto operó la radiodifusión y la televisión nacional, hasta el año 2015. Desde ese año, las emisoras oficiales, así como las regionales son operadas por Radiodifusión Nacional del Uruguay. 
En Perú, luego de entablarse la comunicación privada tras la llegada de la radio en país, se estableció en los años 1970, el Instituto Nacional de Radio y Televisión del Perú, en que posee cierta autonomía administrativa y financiera. Si bien cuenta con la Ley de Radio y Televisión, así como la antigua ley de telecomunicaciones, en que permite la inversión privada así como servicios comunitarios y educativos; como el decreto legislativo 829, en donde se asigna al menos una frecuencia radial o televisiva exclusiva al Estado peruano; en 2009, y momentáneamente en 2013, se propusieron proyectos de ley para asignar al instituto de radiodifusión pública y establecer regulaciones del mismo. 

### Asia

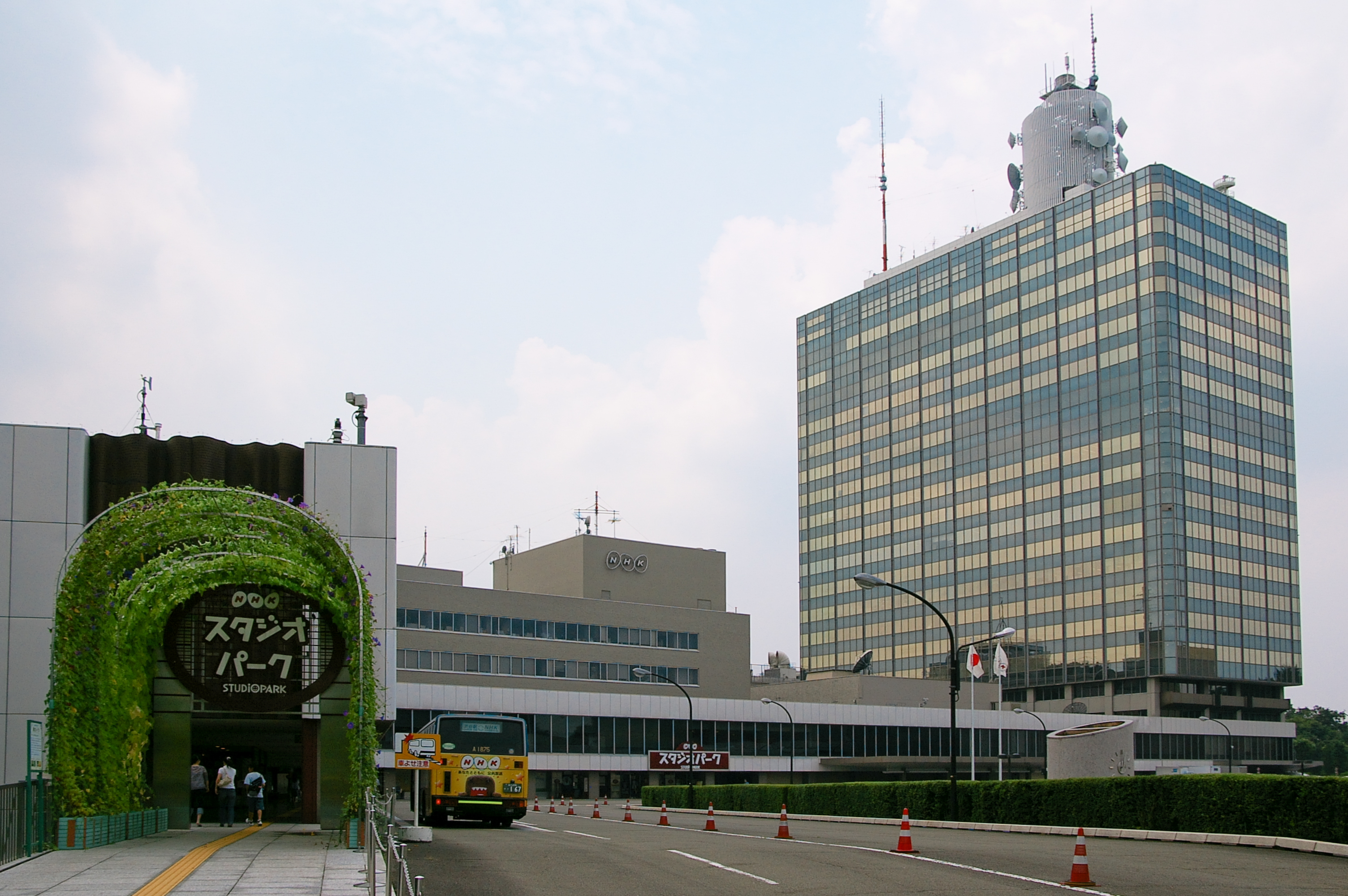
Sede de la radiodifusora pública japonesa Nippon Hōsō Kyōkai en Shibuya, Tokio.

El modelo de radiodifusión pública en Asia varía, según el país. El primer estado que estableció un modelo público en ese continente fue Japón, con la creación en 1926 de Nippon Hōsō Kyōkai (NHK), inspirado en la BBC británica. A diferencia de esta, la radiotelevisión japonesa desarrolló un perfil educativo e informativo que no entró en competencia con los medios de comunicación privados, más centrados en el entretenimiento. Los países asiáticos pertenecientes a la Mancomunidad de Naciones emularon el modelo británico, y surgieron empresas públicas en Hong Kong (1928), All India Radio en India (1936) o Pakistan Broadcasting Corporation en Pakistán (1946). En Israel, el Gobierno cobra un canon para mantener la Autoridad de Radiodifusión, de carácter independiente, y gestiona un canal propio, la Televisión Educacional, a través del Ministerio de Educación. Actualmente, la mayor compañía de este tipo por empleados y presupuesto es la Televisión Central de China.
En algunos estados, el control recae directamente sobre el Estado que financia directamente sus empresas, fórmula mayoritaria en Oriente Medio y China. En otros, como Japón o Corea del Sur, son corporaciones públicas que se financian mediante impuestos específicos, y que presentan una serie de obligaciones de servicio público. En casi todos los casos, el modelo de televisión pública está basado en el servicio público y la educación, por lo que las cadenas de radio y televisión no compiten con las de capital privado, líderes en audiencia. Países como China y Corea del Norte mantienen el monopolio de los servicios públicos en señal abierta.

### África
En África la mayoría de organizaciones públicas de radiodifusión dependen del Gobierno local, aunque en algunos países está instaurada la figura del impuesto directo. La mayoría de estos medios compiten directamente con los canales privados, si bien su programación conserva espacios de servicio público. La difícil situación de algunos estados ha puesto en duda el papel que juegan los medios públicos, en ocasiones criticados por su dependencia política. Los países del norte de África forman parte de la Unión Europea de Radiodifusión como miembros activos.
En determinados estados, existen medios para minorías lingüísticas y étnicas. Uno de los principales ejemplos es la South African Broadcasting Corporation de Sudáfrica, un país con 11 lenguas oficiales. El inglés se usa como lengua vehicular en las radios con más audiencia y sus tres canales de televisión, pero además ofrece emisoras específicas y programas de TV para las principales comunidades lingüísticas. La Sociedad Nacional de Radiodifusión y de Televisión de Marruecos gestiona desde 2010 un canal de televisión para la comunidad bereber, y emite en sus otros canales programas en árabe, francés y español.

### Oceanía
En Oceanía existe una importante influencia del modelo de British Broadcasting Corporation, al pertenecer Australia y Nueva Zelanda a la Mancomunidad de Naciones. El primer grupo público creado en el continente fue Australian Broadcasting Corporation en 1929, que abarca servicios de radio y televisión nacionales, mientras que en Nueva Zelanda existen dos organismos diferenciados para radio (Radio New Zealand) y TV (Television New Zealand). En ambos casos, se financian mediante impuestos directos y no emiten publicidad.
En los dos países más poblados del continente, existen servicios públicos independientes que dan cobertura a minorías. Además de ABC, en Australia existe Special Broadcasting Service, dirigido a las minorías culturales australianas, e Imparja Television, con apoyo de canales privados y gestionado por la comunidad aborigen. En Nueva Zelanda también existe un canal de aborígenes, Maori Television.